# بار مرموز سانگاب
بار مرموز سانگاب (کره‌ای: 쌍갑포차) یک مجموعهٔ تلویزیونی کره جنوبی سال ۲۰۲۰ با بازی هوانگ جونگ-ایوم، یوک سونگ-جه و چوی وون-یونگ است و برپایهٔ وب‌تون داوم با همین نام اثر به هه سو ساخته شده‌است. این مجموعه از ۲۰ مه تا ۲۵ ژوئن ۲۰۲۰، روزهای چهارشنبه و پنجشنبه از جی‌تی‌بی‌سی پخش شد.

## بازیگران

### اصلی
- هوانگ جونگ-ایوم در نقش وول جو
- یوک سونگ-جه در نقش هان کانگ به
- چوی وون-یونگ در نقش رئیس گی (با نام مستعار گی‌بان‌جانگ) / ولیعهد یی‌هون